# Shikine-jima
Shikine-jima (jap. 式根島) ist eine vulkanische Insel im Pazifischen Ozean. Sie gehört geographisch zu den Izu-Inseln und administrativ zum Dorf Niijima der Präfektur Tokio.

## Geographie
Shikine-jima liegt im Pazifischen Ozean südlich der Sagami-Bucht und südöstlich der Izu-Halbinsel.
Die Insel besitzt eine Fläche von 3,67 km². Der höchste Berg ist der Kampiki (神引山, -yama) mit 98,5 m, jedoch erhebt sich der Nordwesten der Insel bis auf 109 m Höhe.

## Fauna und Flora
Shikine-jima liegt als Teil der Inselgruppe im Fuji-Hakone-Izu-Nationalpark.